# 季比揚基
49°41′30″N 23°49′16″E / 49.69167°N 23.82111°E
季比揚基（烏克蘭語：Диб'янки），是烏克蘭西部的村莊，隸屬利維夫州的利維夫區。該村面積0.15平方公里，海拔高度304米，2001年人口28，人口密度每平方公里186.67人。